# Jürgen Nöldner
Jürgen Nöldner (22. února 1941, Berlín – 21. listopadu 2022) byl východoněmecký fotbalista, záložník. V roce 1966 byl vyhlášen východoněmeckým fotbalistou roku.

## Fotbalová kariéra
V východoněmecké oberlize hrál za ASK Vorwärts Berlin, FC Vorwärts Berlin a FC Vorwärts Frankfurt, nastoupil ve 283 ligových utkáních a dal 89 gólů. S týmem Vorwärts Berlin vyhrál pětkrát východoněmeckou Oberligu a v roce 1970 východoněmecký fotbalový pohár. V Poháru mistrů evropských zemí nastoupil v 18 utkáních a dal 2 góly a v Poháru vítězů pohárů nastoupil v 7 utkáních a dal 1 gól. Za reprezentaci Východního Německa (NDR) nastoupil v letech 1960–1969 ve 30 utkáních a dal 16 gólů. Reprezentoval Německo na LOH 1964 v Tokiu, nastoupil v 5 utkáních, dal 2 góly a získal s týmem bronzové medaile za 3. místo.

## Ligová bilance
| Ročník          | Zápasy | Góly | Klub                |
| --------------- | ------ | ---- | ------------------- |
| I. liga 1959    | 6      | 2    | ASK Vorwärts Berlin |
| I. liga 1960    | 22     | 19   | ASK Vorwärts Berlin |
| I. liga 1961/62 | 31     | 18   | ASK Vorwärts Berlin |
| I. liga 1962/63 | 24     | 5    | ASK Vorwärts Berlin |
| I. liga 1963/64 | 25     | 5    | ASK Vorwärts Berlin |
| I. liga 1964/65 | 23     | 5    | ASK Vorwärts Berlin |
| I. liga 1965/66 | 20     | 6    | Vorwärts Berlin     |
| I. liga 1966/67 | 22     | 10   | Vorwärts Berlin     |
| I. liga 1967/68 | 21     | 5    | Vorwärts Berlin     |
| I. liga 1968/69 | 22     | 4    | Vorwärts Berlin     |
| I. liga 1969/70 | 24     | 4    | Vorwärts Berlin     |
| I. liga 1970/71 | 22     | 4    | Vorwärts Berlin     |
| I. liga 1971/72 | 20     | 2    | Vorwärts Frankfurt  |
| I. liga 1972/73 | 1      | 0    | Vorwärts Frankfurt  |
| CELKEM I. liga  | 283    | 89   |                     |